# Die Cowboys
Die Cowboys ist ein US-amerikanischer Spielfilm von Mark Rydell aus dem Jahr 1972 mit John Wayne in der Hauptrolle. Es handelt sich um einen der wenigen John-Wayne-Western, in der die von ihm verkörperte Hauptfigur am Ende des Films stirbt. Weitere Filme, in denen das geschieht, sind Piraten im karibischen Meer, Alamo, Du warst unser Kamerad und Der letzte Scharfschütze.

## Handlung
Ausgerechnet kurz vor dem jährlichen Viehtrieb nach Belle Fourche laufen Rancher Wil Andersen die Treiber weg, weil in der Nähe ein Goldrausch ausgebrochen ist. Notgedrungen rekrutiert der knorrige alte Westmann örtliche Schuljungen für die schwere, mühsame und gefahrvolle Aufgabe. Wider Erwarten bewähren sich die Jungs zunächst. Doch sie haben nicht damit gerechnet, dass ihnen eine Bande von Viehdieben im Nacken sitzt. Andersen wird erschossen, die Herde von den Banditen geraubt. Unter Führung des Kochs Jebediah stellen sich die Jungen zum Kampf, erobern die Herde zurück und metzeln die Banditen nieder. Vom Erlös der verkauften Herde erwerben sie schließlich einen Grabstein, den sie zu Ehren ihres Lehrmeisters in der Wildnis aufstellen.

## Synchronisation
Die deutsche Fassung entstand in den Studios der Ultra-Film Synchron GmbH in Berlin. Das Dialogbuch schrieb Josef Wolf. Er führte bei den Sprachaufnahmen auch die Regie.
| Darsteller        | Rolle                    | Synchronsprecher  |
| ----------------- | ------------------------ | ----------------- |
| John Wayne        | Wil Andersen             | Arnold Marquis    |
| Roscoe Lee Browne | Jebediah Nightlinger     | Herbert Weicker   |
| Bruce Dern        | Asa Watts                | Rolf Schult       |
| Colleen Dewhurst  | Kate Collingwood         | Ingrid van Bergen |
| Robert Carradine  | Slim (Charles Honeycutt) | Michael Wuerden   |
| Slim Pickens      | Anse Petersen            | Herbert Weißbach  |
| Lonny Chapman     | Priester                 | Wolfgang Völz     |
| Charles Tyner     | Mr. Jenkins              | Edgar Ott         |
| Sarah Cunningham  | Annie Andersen           | Inge Landgut      |
| A Martinez        | Cimarron                 | Ulrich Gressieker |

## Kritik
Joe Hembus merkt an, der Film sei John Waynes „rührendes Bekenntnis zur eigenen Legende, Vergänglichkeit und Unsterblichkeit.“ Phil Hardy nennt den Film „überdurchschnittlich“. Das Drehbuch liefere „wirklichkeitsnahe Einsichten in den Ablauf eines Viehtriebs“, doch das Ende des Films sei „unnötig melodramatisch“.

## Weiteres
Dem Film folgte 1974 noch eine Fernsehserie mit gleichem Titel (mit Moses Gunn in der Rolle des Jebediah), in der die Jungen auf der Ranch einer Witwe wohnen und dort arbeiten. Die Serie wurde 1975 auch im ZDF ausgestrahlt.

## Auszeichnungen
Der Film gewann im Jahr 1972 den Western Heritage Award.